# Zlatni kotlić Vojvodine
Zlatni kotlić Vojvodine je turističko-gastronomska manifestacija koja se održava na prostoru Vojvodine jednom godišnje, tokom koje se organizuje veliko takmičenje u spremanju najbolje riblje čorbe i ribljeg paprikaša. Manifestacija se svake godine održava u drugom mestu u Vojvodini.

## Manifestacija
Manifestacija se obično organizuje u blizini nekog ribnjaka ili jezera i ima podršku lokalnog ribolovačkog društva i opštine, takmičari imaju obezbeđenu ribu i drva za vatru, dok kotliće u kojima kuvaju obezbeđuju sami. Samo takmičenje organizovano je tako da svaka opština ili grad mogu biraju po dva takmičara koje će učestvovati u nadmetanju. Takmičenje je celodnevno dešavanje tokom koga takmičari kuvaju svoja jela, da bi na kraju predali uzorak svoga jela komisiji koja ih potom ocenjuje, nakon čega se bira pobednik.
Svake godine posetioci takmičenja imaju priliku da prisustvuju i pratećem programu takmičenja, organizovanim muzičkim dešavanjima i koncertima kulturno umetničkih drustva.